# Trox foveicollis
Trox foveicollis là một loài bọ cánh cứng trong họ Trogidae.

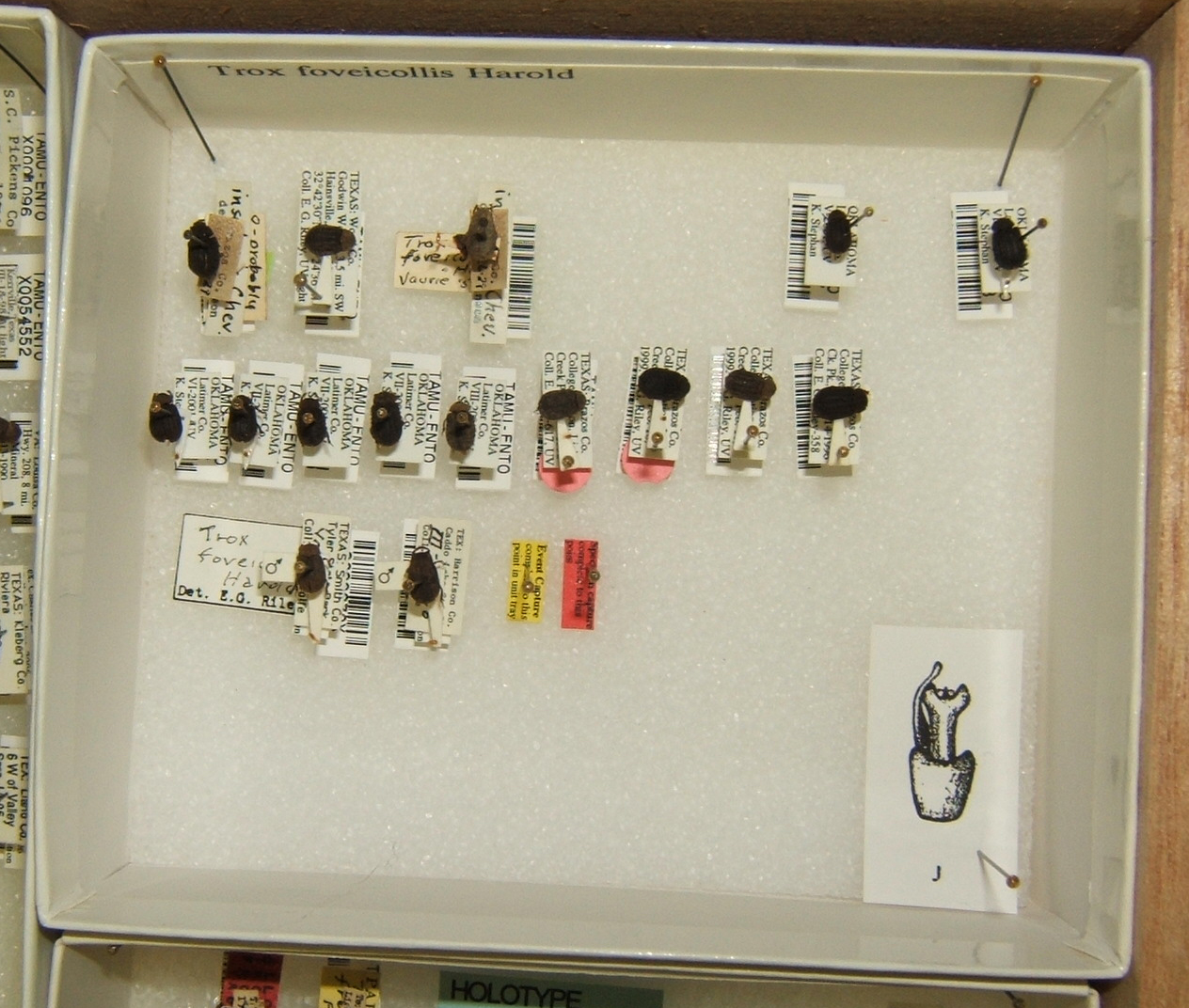
Trox foveicollis variation